# کمیسیون توسعه و اصلاحات ملی چین
کمیسیون توسعه و اصلاحات ملی چین (انگلیسی: National Development and Reform Commission) مؤسسهٔ مدیریت اقتصاد کلان در دولت چین است، که در سال ۲۰۰۳ تأسیس شد.